# Membran-Antiheber-Ventil
Ein Membran-Antiheber-Ventil (MAV) ist ein Ventil, das verhindert, dass durch Heberwirkung im Falle einer Rohrleckage ein Tank auslaufen kann. Aufgrund der Anzahl der Anlagen betrifft die Aushebergefahr vorwiegend Heizöllagerbehälteranlagen; prinzipiell besteht die Gefahr auch bei allen gelagerten Flüssigkeiten.
Die Gefahr besteht, wenn die Rohrleitung tiefer als der maximale Füllstand des Lagertanks geführt ist. Entsprechend der Höhendifferenz und der Mediendichte ist der Druck des Mediums in der tiefer liegenden Rohrleitung höher als der auf der Flüssigkeit im Tank lastende Umgebungsdruck. Im Falle einer unerkannten Leckage würde der Tank bis zum Höhenniveau der Leckagestelle auslaufen.
Das Membran-Antiheber-Ventil hat eine einstellbare Feder, die auf einen Ventilkegel drückt. Die Schließkraft wird so eingestellt, dass die Kraft ausreicht, bei der maximal möglichen Höhendifferenz zwischen Tankniveau und Rohrleitung das Ventil noch sicher zu schließen. Erst wenn die Heizölpumpe der angeschlossenen Verbrauchseinrichtung (z. B. Brenner) anläuft und einen Unterdruck erzeugt, wird das Antiheberventil geöffnet. Das Membran-Antiheber-Ventil wird an der höchsten Stelle der Leitung möglichst tanknah installiert. Der Gesetzgeber schreibt auf Grund des Gewässerschutzes den Einbau einer Antihebersicherung vor, wenn die potentielle Gefahr besteht.